# Paroldo
Paroldo är en ort och kommun i provinsen Cuneo i regionen Piemonte i Italien. Kommunen hade 207 invånare (2018).